# Liste der Countys in New Mexico
Der US-Bundesstaat New Mexico ist in 33 Countys unterteilt.
| County     | Einwohner 1. Juli 2005 | Verwaltungssitz       | Einwohner 1. Juli 2004 |
| ---------- | ---------------------- | --------------------- | ---------------------- |
| Bernalillo | 603.562                | Albuquerque           | 484.246                |
| Catron     | 3.409                  | Reserve               | 345                    |
| Chaves     | 61.860                 | Roswell               | 45.074                 |
| Cibola     | 27.620                 | Grants                | 9.041                  |
| Colfax     | 13.755                 | Raton                 | 7.036                  |
| Curry      | 45.846                 | Clovis                | 33.063                 |
| De Baca    | 2.016                  | Fort Sumner           | 1.078                  |
| Doña Ana   | 189.444                | Las Cruces            | 79.524                 |
| Eddy       | 51.437                 | Carlsbad              | 25.417                 |
| Grant      | 29.747                 | Silver City           | 9.911                  |
| Guadalupe  | 4.369                  | Santa Rosa            | 2.625                  |
| Harding    | 740                    | Mosquero              | 102                    |
| Hidalgo    | 5.139                  | Lordsburg             | 2.854                  |
| Lea        | 56.719                 | Lovington             | 9.553                  |
| Lincoln    | 21.007                 | Carrizozo             | 1.053                  |
| Los Alamos | 18.822                 | Los Alamos            | 11.909 (2000)          |
| Luna       | 26.498                 | Deming                | 14.647                 |
| McKinley   | 71.918                 | Gallup                | 19.715                 |
| Mora       | 5.107                  | Mora                  | …                      |
| Otero      | 63.538                 | Alamogordo            | 36.211                 |
| Quay       | 9.259                  | Tucumcari             | 5.476                  |
| Rio Arriba | 40.828                 | Tierra Amarilla       | …                      |
| Roosevelt  | 18.238                 | Portales              | 11.214                 |
| San Juan   | 126.208                | Aztec                 | 6.906                  |
| San Miguel | 29.530                 | Las Vegas             | 14.031                 |
| Sandoval   | 107.460                | Bernalillo            | 6.956                  |
| Santa Fe   | 140.855                | Santa Fe              | 68.041                 |
| Sierra     | 12.815                 | Truth or Consequences | 7.163                  |
| Socorro    | 18.148                 | Socorro               | 8.724                  |
| Taos       | 31.722                 | Taos                  | 5.062                  |
| Torrance   | 17.501                 | Estancia              | 1.555                  |
| Union      | 3.850                  | Clayton               | 2.191                  |
| Valencia   | 69.417                 | Los Lunas             | 11.748                 |